# منزل قاصد (الظهار)

تعديل مصدري - تعديل

منزل قاصد هي إحدى قرى عزلة انامر بمديرية الظهار التابعة لمحافظة إب، بلغ تعداد سكانها 1195 نسمة حسب تعداد اليمن لعام 2004.